# Vivian Fuchs
Sir Vivian Ernest Fuchs (11. února 1908 Freshwater – 11. listopadu 1999 Cambridge) byl britský cestovatel, který jako první člověk projel napříč Antarktidou.

## Život
Narodil se na ostrově Wight, jeho otec byl přistěhovalec z Německa. Vystudoval geologii na Univerzitě v Cambridgi, v roce 1929 se zúčastnil vědecké výpravy Jamese Wordieho do Grónska. Později cestoval po Africe, spolu s Louisem Leakeym zkoumal rokli Olduvai, s manželkou Joyce navštívil jezera Turkana a Rukwa. Za druhé světové války sloužil jako dobrovolník, zúčastnil se bitvy o Normandii a díky znalosti němčiny působil v okupační správě města Plön. Od roku 1947 byl zaměstnancem British Antarctic Survey a v letech 1958–1973 stál v jejím čele. Spolu s Edmundem Hillarym vedl transantarktickou expedici v rámci mezinárodního geofyzikálního roku, která od listopadu 1957 do března 1958 na vozidlech Tucker Sno-Cat podnikla 3473 kilometrů dlouhou cestu přes kontinent z Vahselovy zátoky přes jižní pól do Scottovy základny. Po návratu byl povýšen do rytířského slavu a v roce 1974 byl zvolen členem Královské společnosti. Spolu s Hillarym napsal knihu Napříč Antarktidou (česky 1960). Na jeho počest se uděluje od roku 1973 antarktickým výzkumníkům Fuchsova medaile.